# Кіпіані Дмитро Михайлович
Дмитро Михайлович Кіпіані (груз. დიმიტრი ყიფიანი; *3 січня 1900) — грузинський актор, Заслужений артист Грузинської РСР.

## Біографія
У 1923 р. закінчив акторську школу при кіностудії «Госкінопрома» Грузії. У 1917–1925 рр.. — актор Театру грузинської драми. У кіно з 1923 р. У 1937–1945 рр.. працював на студіях кінохроніки, був асистентом режисера.

## Творчість
Серед найкращих ролей: Царба («Три життя», 1925), Бесо («Наїзник з Вайльд-Веста», 1925), князь Чичуа («Нателла», 1926), Кінто Карачохелі («Ханума», 1926).

### Ролі в кіно
- 1924 — Три життя — Єремія Царба
- 1925 — Наїзник з Вайльд-Веста (інша назва «Хто винен?») — Бесо
- 1925 — Справа Таріела Мклавадзе
- 1926 — Нателла — князь Чичуа
- 1926 — Ханума — Кінто Карачохелі
- 1927 — Гюллен — Фарі
- 1927 — Два пустуна (короткометражний)
- 1928 — Будинок на вулкані — Георгій
- 1928 — Плітка — Олексій, шофер
- 1929 — Замаллу — офіцер
- 1929 — Стороння жінка
- 1930 — Завжди готовий (короткометражний)
- 1930 — Зустріч — начальник міліції і білогвардійський офіцер
- 1930 — Міста і роки — французький офіцер
- 1930 — Полешко (короткометражний)
- 1931 — Справжній кавказець — кіноактор
- 1938 — Велике зарево — епізод
- 1949 — Дівчина Араратської долини — Тигран :: головна роль
- 1957 — Двоє з одного кварталу — начальник в'язниці
- 1958 — Маяковський починався так ... — Князь Чавчавадзе
- 1959 — Майя з Цхнеті — епізод
- 1960 — Кер-огли — Джафар-хан
- 1961 — Розповідь жебрака — епізод
- 1963 — Генерал і маргаритки — офіцер
- 1965 — Інші нині часи — князь
- 1967 — Благання — епізод
- 1969, 1970 — Десниця великого майстра
- 1977 — Сінема სინემა